# Lophodermium nanakii
Lophodermium nanakii är en svampart som beskrevs av P.F. Cannon & Minter 1986. Lophodermium nanakii ingår i släktet Lophodermium och familjen Rhytismataceae.   Inga underarter finns listade i Catalogue of Life.